# 브란디스나트라벰스타라볼레슬라프

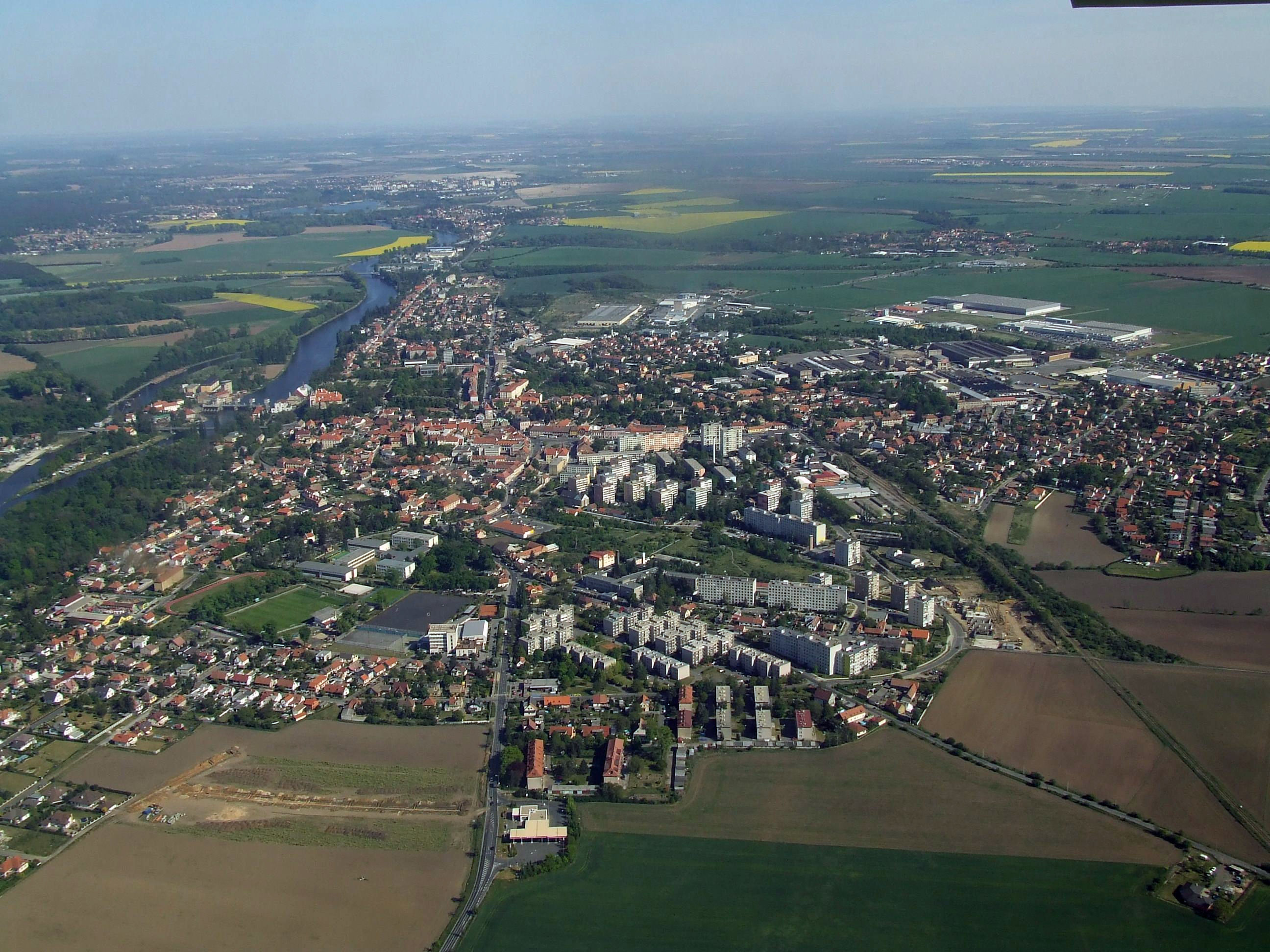
브란디스나트라벰스타라볼레슬라프

브란디스나트라벰스타라볼레슬라프(체코어: Brandýs nad Labem-Stará Boleslav)는 체코 중앙보헤미아 주에 위치한 도시로 면적은 22.66km2, 높이는 169m, 인구는 16,314명(2006년 7월 3일 기준), 인구 밀도는 720명/km2이다. 프라하에서 북동쪽으로 약 25km 정도 떨어진 곳에 위치하며 엘베강과 접한다. 엘베 강 좌안에 위치한 브란디스나트라벰(Brandýs nad Labem), 엘베 강 우안에 위치한 스타라볼레슬라프(Stará Boleslav)로 나뉜다.
체코에서 긴 이름을 가진 지명 가운데 한 곳이다. 브란디스나트라벰은 13세기에 처음으로 등장했으며 스타라볼레슬라프는 10세기 초반 보헤미아의 공작인 볼레슬라프 1세가 이 곳에 성을 건립한 데서 유래된 이름이다. 1960년에 브란디스나트라벰과 스타라볼레슬라프가 하나로 통합되면서 설립되었다.

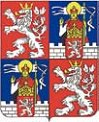
시 문장

## 인구
| 연도           | 인구   | ±%     |
| -------------- | ------ | ------ |
| 1869           | 7,291  | —      |
| 1880           | 7,945  | +9.0%  |
| 1890           | 8,065  | +1.5%  |
| 1900           | 8,750  | +8.5%  |
| 1910           | 10,681 | +22.1% |
| 1921           | 9,882  | −7.5%  |
| 1930           | 11,609 | +17.5% |
| 1950           | 12,243 | +5.5%  |
| 1961           | 13,292 | +8.6%  |
| 1970           | 13,993 | +5.3%  |
| 1980           | 14,412 | +3.0%  |
| 1991           | 15,644 | +8.5%  |
| 2001           | 15,298 | −2.2%  |
| 2011           | 17,537 | +14.6% |
| 2021           | 19,029 | +8.5%  |
| 출처: Censuses |        |        |